# Eta Arae
Eta Arae (η Arae, förkortat Eta Ara, η Ara)  är en ensam stjärna belägen i den västra delen av stjärnbilden Altaret. Den har en skenbar magnitud på 3,76, är synlig för blotta ögat där ljusföroreningar ej förekommer. Baserat på parallaxmätning inom Hipparcosuppdraget på ca 10,9 mas, beräknas den befinna sig på ett avstånd på ca 299 ljusår (ca 92 parsek) från solen. Stjärnan rör sig bort från solen med en radiell hastighet av 9 km/s.

## Egenskaper
Eta Arae är en orange till röd jättestjärna av spektralklass K5 III, som anger att den är en stjärna som har förbrukat förrådet av väte i dess kärna och utvecklats bort från huvudserien. Stjärnan har en beräknad massa som är ca 10 procent större än solens massa, en radie som är ca 40 gånger större än solens och utsänder från dess fotosfär ca 575 gånger mera energi än solen vid en effektiv temperatur av ca 4 100 K. 
Stjärnan roterar nu så långsamt att den tar mer än elva år för att fullborda en rotation.
Eta Arae har en optisk följeslagare av magnitud 13,5, som ligger separerad med 23,4 bågsekunder vid en positionsvinkel på 118°, år 2000.